# Love Fool
Love Fool ist ein deutschsprachiges Reality-TV-Format des Senders RTL, welches aktuell ausschließlich auf dessen kostenpflichtigem Streamingportal RTL+ abgerufen werden kann und seit 2023 läuft.

## Konzept
Bei der Reality Datingshow Love Fool treffen vermeintliche Singles in einer Villa auf Paros aufeinander. Allerdings befinden sich unter den Singles auch Paare. Die Vergebenen werden „Faker“ und die Singles „Lover“ genannt. Durch das Spiel moderiert der „Love Fool“ (engl. Liebesnarr).
Ab und zu werden „Couples“ (engl. Paare) gebildet, bestehend aus jeweils zwei Personen, die daraufhin ein Foto von sich machen und sich für die Zeit als „Couple“ bis zur Neubildung der „Couples“ das Bett teilen. Der Zuschauer wird im Laufe der Serie informiert, welche Kandidaten Single und welche vergeben sind.
Alle „Faker“ müssen von den Singles enttarnt werden. Dazu wird an einigen Abenden jeweils ein „Couple“ von den anderen Paaren raus gewählt. In der nächsten Episode wird enttarnt, ob sich in dem raus gewählten „Couple“ tatsächlich ein „Faker“ befand oder ob beide „Lover“ waren. Wer oder ob gar beide Personen „Faker“ waren, erfährt die Gruppe nicht. Für jeden raus gewählten „Faker“ steigt der Jackpot. Die „Faker“ versuchen durch das vermeintliche Verhalten eines Singles den Jackpot zu erspielen. Sollten die „Lover“ bis zum Finale alle „Faker“ raus gewählt haben, so gewinnen diese den Jackpot.

## Kandidaten (Staffel 1)
Die erste Staffel, an der 22 Personen teilnahmen, wurde mit 10 Folgen vom 12. Dezember 2023 bis zum 13. Februar 2024 bei RTL+ ausgestrahlt. Timothy Boldt verkörperte den „Fool“. Das Wiedersehen moderierte Vanessa Rappa und wurde am 20. Februar 2024 bei RTL+ ausgestrahlt.
| Kandidat/in, Alter | Kandidat/in, Alter | Lover Faker | Bekanntgabe in Folge | Beruf, Anmerkungen                                    | Einstieg in Folge | Ausstieg in Folge |
| Frauen             | Frauen             | Frauen      | Frauen               | Frauen                                                | Frauen            | Frauen            |
| ------------------ | ------------------ | ----------- | -------------------- | ----------------------------------------------------- | ----------------- | ----------------- |
| Ariel              | 20                 | Faker       | 3                    | Betreuungsfachfrau aus der Schweiz                    | 3                 | 9                 |
| Bella              | 20                 | Lover       | 10                   | Studentin aus Nordrhein-Westfalen                     | 1                 | 10                |
| Jana               | 25                 | Lover       | 7                    | Fashion- und Grafikdesignerin aus Nordrhein-Westfalen | 1                 | 6                 |
| Laura              | 29                 | Faker       | 1                    | Projektmanagerin aus Nordrhein-Westfalen              | 1                 | 10                |
| Mitchell           | 28                 | Faker       | 2                    | Friseurin aus Nordrhein-Westfalen                     | 1                 | 8                 |
| Nadja G.           | 24                 | Lover       | 10                   | Kauffrau für Büromanagement aus Bayern                | 1                 | 10                |
| Nadja S.           | 26                 | Lover       | 10                   | Krankenschwester aus Berlin                           | 1                 | 10                |
| Paloma             | 25                 | Lover       | 6                    | Studentin aus Österreich                              | 1                 | 5                 |
| Santana            | 32                 | Faker       | 8                    | Nageldesignerin aus Sachsen                           | 6                 | 10                |
| Sarah              | 24                 | Lover       | 3                    | Büroangestellte aus Baden-Württemberg                 | 1                 | 2                 |
| Vika               | 23                 | Faker       | 2                    | Studentin aus Nordrhein-Westfalen                     | 1                 | 7                 |
| Männer             |                    |             |                      |                                                       |                   |                   |
| Amaru              | 30                 | Lover       | 10                   | Industriekletterer aus Nordrhein-Westfalen            | 1                 | 10                |
| Artur              | 22                 | Lover       |                      | Automobilkaufmann aus Nordrhein-Westfalen             | 1                 | 8                 |
| Clayton            | 25                 | Faker       | 8                    | Gerüstbauer aus Baden-Württemberg                     | 1                 | 10                |
| Darius             | 28                 | Lover       | 10                   | Fachkraft für Lagerlogistik aus Hamburg               | 6                 | 10                |
| Franco             | 23                 | Lover       | 4                    | Fachmann für Gastronomie aus Bremen                   | 1                 | 10                |
| Giuliano           | 24                 | Faker       | 3                    | Barkeeper aus der Schweiz                             | 1                 | 9                 |
| Leo                | 27                 | Lover       | 10                   | selbstständiger Unternehmer aus Bayern                | 3                 | 10                |
| Niclas             | 31                 | Faker       | 1                    | Werkzeugeinrichter aus Nordrhein-Westfalen            | 1                 | 2                 |
| Nico               | 23                 | Faker       | 2                    | Soldat aus Nordrhein-Westfalen                        | 1                 | 7                 |
| Tim                | 27                 | Lover       | 6                    | Vertriebler aus Thüringen                             | 1                 | 5                 |
| Simon              | 29                 | Faker       | 2                    | Marinesoldat aus Nordrhein-Westfalen                  | 1                 | 8                 |

- Freiwilliger Ausstieg
- Gewonnen

## Rezension
Nach der Tiroler Tageszeitung trifft Erwachsenenfernsehen auf Kinderspiel. Das Format erinnere an das Spiel „Werwolf“, welches als Vorlage für das Format „Die Verräter – Vertraue Niemandem!“ diente.

„Und bei "Love Fool" gehen Beziehungen drauf. Außer beide sind durchtrieben. Unterhaltsam ist das allemal - und auch ziemlich verwerflich.“